# Mount Barnard
Mount Barnard – szczyt w USA, w środkowej części stanu Kalifornia, położony 24 km na zachód od miasta Lone Pine, na granicy hrabstw Inyo i Tulare w Sequoia National Park. Jest to jeden z najwyższych szczytów w górach Sierra Nevada oraz w Kalifornii. Obecną nazwę szczytowi nadano na cześć amerykańskiego astronoma Edwarda Barnarda, odkrywcy wielu komet i badacza Drogi Mlecznej.